# Верхнее Сазово
Ве́рхнее Са́зово (баш. Үрге Һаҙ) — деревня в Кугарчинском районе Башкортостана, входит в состав Максютовского сельсовета.

## Население
| 2002 | 2009 | 2010 |
| ---- | ---- | ---- |
| 197  | ↗198 | ↘179 |

Национальный состав
Согласно переписи 2002 года, преобладающая национальность — башкиры (80 %).

## Географическое положение
Расстояние до:
- районного центра (Мраково): 41 км,
- центра сельсовета (Максютово): 12 км,
- ближайшей ж/д станции (Тюльган): 58 км.

## Известные уроженцы
- Ильясов, Газим Галимович — певец, народный артист Республики Башкортостан.
- Мазитов, Амир Минивалеевич (род. 5 июня 1968) — живописец, заслуженный художник Республики Башкортостан (2010), профессор Уфимской государственной академии искусств им. Загира Исмагилова[5][6][7].
- Марат Валиевич Зайнуллин (5 ноября 1935 — 13 мая 2016) — советский учёный-лингвист, языковед, доктор филологических наук (1988), академик Академии наук Республики Башкортостан с 2009 года.